# Гусенёво
Гусенёво — деревня в Волоколамском районе Московской области России.
Относится к сельскому поселению Чисменское, до муниципальной реформы 2006 года относилась к Чисменскому сельскому округу. Население — 140 чел. (2010).

## Население
| 1852 | 1859 | 1926 | 2002 | 2006 | 2010 |
| ---- | ---- | ---- | ---- | ---- | ---- |
| 80   | ↗199 | ↘171 | ↘13  | ↘8   | ↗140 |

## Расположение
Деревня Гусенёво расположена на берегу безымянного левого притока реки Большой Сестры (бассейн Иваньковского водохранилища), примерно в 15 км к востоку от центра города Волоколамска. В деревне 5 улиц — Лесная, Панфиловская, Цветочная, Школьная и Южная, Речной переулок, зарегистрировано 5 садовых товариществ.
Связана автобусным сообщением с районным центром. В 2 км южнее деревни находится станция Чисмена Рижского направления Московской железной дороги, в 3 км южнее проходит Волоколамское шоссе. Ближайшие населённые пункты — деревня Аксёново и посёлок Чисмена.

## Исторические сведения
В «Списке населённых мест» 1862 года Гусенево — владельческое сельцо 2-го стана Волоколамского уезда Московской губернии по левую сторону почтового Московского тракта (из Волоколамска), в 15 верстах от уездного города, при колодце, с 26 дворами и 199 жителями (90 мужчин, 109 женщин).
По данным на 1890 год входила в состав Аннинской волости Волоколамского уезда, число душ мужского пола составляло 59 человек.

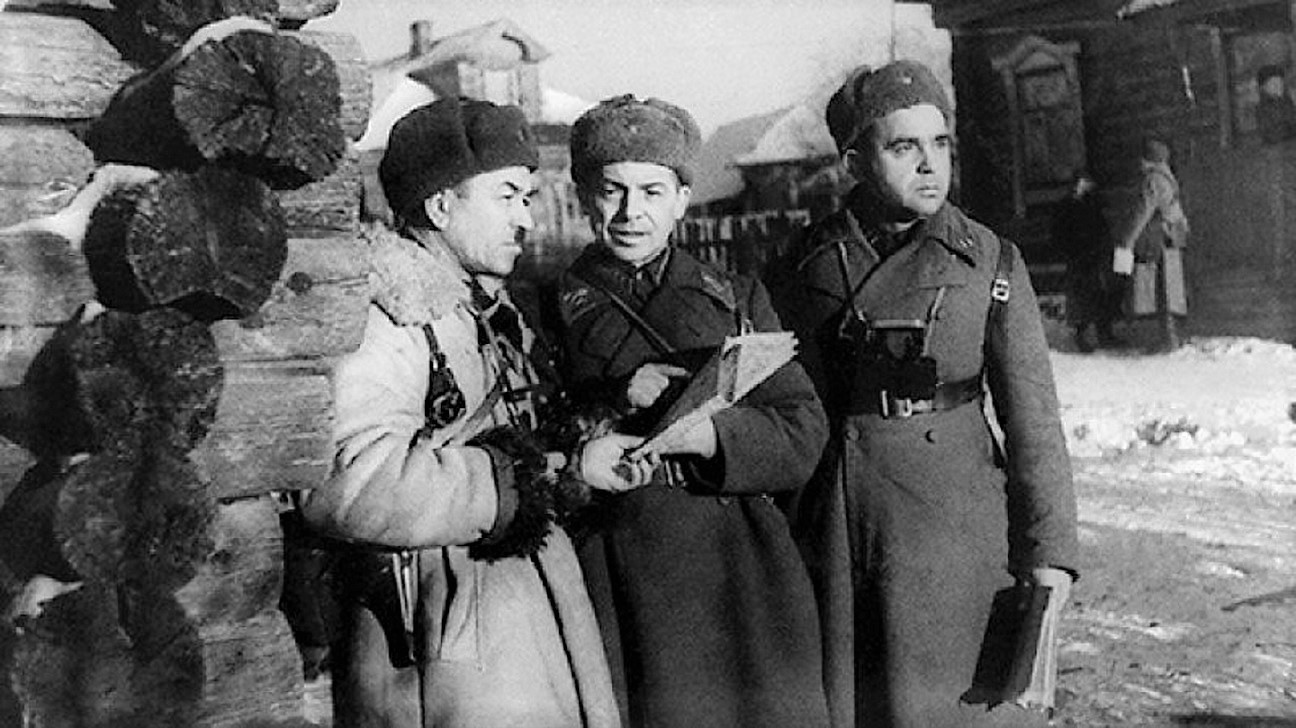
Командир 8-й гвардейской (316-й) стрелковой дивизии генерал-майор И. В. Панфилов (слева), начальник штаба дивизии полковник И. И. Серебряков (в центре) и военком дивизии старший батальонный комиссар С. А. Егоров на рекогносцировке в деревне Гусенёво. Последний снимок генерал-майора Ивана Панфилова. 18.11.1941. Фото. М. Калашникова

В 1913 году в Гусеневе г. Ефремова 22 двора, в Гусеневе г. Степанова — 24 двора.
По материалам Всесоюзной переписи населения 1926 года Гусенево Степанова — центр Гусеневского сельсовета Аннинской волости, проживал 171 житель (76 мужчин, 95 женщин), насчитывалось 35 хозяйств, имелась школа; в Гусеневе Ефремова проживало 157 жителей (64 мужчины, 93 женщины), насчитывалось 30 крестьянских хозяйств, располагался сельсовет.
С 1929 года — населённый пункт в составе Волоколамского района Московской области.
В годы Великой Отечественной войны
В ноябре 1941 года Иосиф Виссарионович Сталин совместно с К. Е. Ворошиловым посещал расположение 316-й дивизии генерал-майора И. В. Панфилова у деревни Гусенево.
18 ноября немецкие танки вышли к штабу 316-й стрелковой дивизии, который располагался в деревне Гусенево. В результате миномётного обстрела, от осколков немецкой артиллерийской мины погиб командир дивизии генерал-майор И. В. Панфилов.

Во второй половине ноября 1941 года Сталин в сопровождении Н. Кириллина, И. Хрусталёва, В. Тукова, В. Румянцева выехал в 316-ю дивизию И. В. Панфилова, которая располагалась на Волоколамском шоссе в районе деревни Гусенево. Сталин и Ворошилов на снежной равнине, среди артиллерии ознакомились по топографической карте с обстановкой и дали необходимые указания. 18 ноября там же погиб командир дивизии Панфилов.
— Алексей Рыбин - СТАЛИН НА ФРОНТЕ